# Blaster Master
Blaster Master, es un videojuego de plataformas y Matamarcianos, lanzado por Sunsoft para la Nintendo Entertainment System. Fue localizado en la Versión Japonés de Famicom titulado, Chô Wakusei Senki Metafight (超惑星戦記メタファイト Los records de super guerra Planetario: Metafight?) (también simplemente llamado Metafight o Meta Fight), fue lanzado en 17 de junio de 1988. El juego fue lanzado en América del Norte en noviembre de 1988 y en Europa en 25 de abril de 1991. El juego es el primer en la serie de Blaster Master, y fue salido en los dos títulos de Spin-off como dos secuelas.

## Mangas
En 25 de julio de 1988, Famicom Chô Wakusei Senki Metafight fue adaptado en el manga, como parte de Wan Pakku Comics, publicada por Tokuma Shoten.
- Datos: Q2364724